# 麗體南鰍
麗體南鰍（學名：Schistura callidora）為輻鰭魚綱鯉形目條鰍科南鰍屬的其中一種。分布於亞洲緬甸Myit Nge河流域，本魚最大特徵在於尾柄的背中線具有突出的皮狀突起，尾鰭深叉，兩側有12-17條豎條，薄而密集地分佈在鰓蓋和背鰭起點之間，但寬而廣泛地分佈在背鰭基部下方和後方，背鰭軟條12-14枚、臀鰭軟條8枚，體長可達4.2公分，棲息在礫石底質的河川底層水域，生活習性不明。

## 扩展阅读
維基物種上的相關：麗體南鰍